# Gustav Ortmann
Gustav Ortmann (* 31. Januar 1904 in Gelsenkirchen; † 4. Juli 1979 in Kippenheim) war ein deutscher SS-Obersturmbannführer d. R. (1944) und Lagerarzt im KZ Sachsenhausen sowie leitender Mediziner bei der Inspektion der Konzentrationslager (IKL).

## Leben
Ortmann legte nach dem Besuch des Gymnasiums 1922 in Düsseldorf das Abitur ab. Ab 1923 studierte er an der Universität Tübingen und Berlin Medizin. Im Juli 1929 bestand er das Staatsexamen und promovierte 1933 zum Dr. med. Anschließend war Ortmann bis Februar 1937 an der Chirurgischen Universitätsklinik Freiburg beschäftigt und war danach von Februar 1937 bis 1939 ärztlicher Leiter im Städtischen Krankenhaus Hornberg. In Hornberg heiratete er Esther Howaldt aus Kiel.
Zum 1. Mai 1933 trat Ortmann der NSDAP bei (Mitgliedsnummer 3.460.439) und wurde später auch Mitglied der SS (SS-Nummer 258.144). Zwischen Ende November 1939 und Ende Januar 1940 wurde Ortmann bei dem Ersatzbataillon D militärisch ausgebildet. Anschließend wurde er als Lagerarzt in das KZ Sachsenhausen versetzt und war gleichzeitig leitender Arzt bei der Inspektion der Konzentrationslager. Als Lagerarzt unterschied er sich stark von den anderen SS-Ärzten, wie u. a. ein kommunistischer Häftling in seinen Erinnerungen berichtet: „Seit April 1940 haben wir einen neuen SS-Lagerarzt. Es ist SS-Hauptsturmführer Dr. med. Gustav Ortmann, ein ruhiger, zurückhaltender Mensch. Er brüllt nicht und schlägt auch nicht. Er nimmt sich der Kranken ernsthaft an. Wir haben auch den Eindruck, daß er Verkehr mit anderen SS-Leuten nicht gerade sucht. Bei den Blockführern gilt er als Außenseiter. Die Häftlingspfleger finden bei ihm ein offenes Ohr, wenn sie ihre Vorschläge für Verbesserungen im Krankenhausbetrieb machen“.
Ähnlich äußert sich ein anderer Häftling des KZ Sachsenhausen auf den Erinnerungszetteln, die er – als Schreiber in der politischen Abteilung der Lagerverwaltung – im Brillenetui aus dem Lager schmuggelte:
„Das KZ Sachsenhausen-Oranienburg besitzt in dem Chefarzt Dr. Orthmann in den Jahren von 1939 bis 1941 einen tüchtigen, einen ganz herausragenden Arzt, dem das höchste Lob ausgesprochen werden kann“.
Vom 20. Februar 1941 bis Ende November 1944 war Ortmann als Chirurg bei der SS-Division Totenkopf und danach beim I. und II. SS-Panzerkorps eingesetzt und wechselte Anfang Dezember 1944 zum Auffrischungsstab 16, wo er als Chirurg beratend tätig wurde.
Nach Ende des Zweiten Weltkrieges ließ er sich in Kippenheim bei Lahr nieder. Ein Ermittlungsverfahren der Staatsanwaltschaft Freiburg gegen Ortmann wurde später eingestellt. Ortmann wurde ab 1957 allerdings als Zeuge in diversen Verfahren befragt und gab dabei sehr präzise und sachliche Auskünfte.

## Die Blechschachtel
Im Jahr 2000 erschien in Konstanz von Andreas Beck ein Band Erzählungen unter dem Titel „Die Blechschachtel“. In der Titelgeschichte geht es um ein Thema aus seiner Kindheit in Hornberg. Darin wird – bei geändertem Namen – Dr. Ortmann als blutrünstiger KZ-Arzt dargestellt, der chirurgische Experimente an Häftlingen vorgenommen und diese für seine Karriere gefilmt habe.
Diese falsche Darstellung war Anlass für eine Richtigstellung im Jahrbuch des Historischen Vereins für Mittelbaden „Die Ortenau“ im Jahr 2006 unter dem Titel „Der Arzt, der kein Mörder war“. Diskreterweise hat der Autor den Namen des Fabulierers der angeblichen „Blechschachtel“ darin nicht genannt.